# Гіндарі (комуна)
Гіндарі (рум. Ghindari) — комуна у повіті Муреш в Румунії. До складу комуни входять такі села (дані про населення за 2002 рік):
- Абуд (193 особи)
- Гіндарі (1461 особа) — адміністративний центр комуни
- Солокма (415 осіб)
- Трей-Сате (1175 осіб)
- Чеє (47 осіб)

Комуна розташована на відстані 247 км на північ від Бухареста, 28 км на схід від Тиргу-Муреша, 105 км на схід від Клуж-Напоки, 108 км на північний захід від Брашова.

## Населення
За даними перепису населення 2002 року у комуні проживали 5076 осіб.
Національний склад населення комуни:
| Національність | Кількість осіб | Відсоток |
| -------------- | -------------- | -------- |
| угорці         | 4962           | 97,8%    |
| цигани         | 82             | 1,6%     |
| румуни         | 29             | 0,6%     |
| українці       | 2              | < 0,1%   |
| німці          | 1              | < 0,1%   |

Рідною мовою назвали:
| Мова       | Кількість осіб | Відсоток |
| ---------- | -------------- | -------- |
| угорська   | 5030           | 99,1%    |
| румунська  | 33             | 0,7%     |
| циганська  | 10             | 0,2%     |
| українська | 1              | < 0,1%   |
| німецька   | 1              | < 0,1%   |
| російська  | 1              | < 0,1%   |

Склад населення комуни за віросповіданням:
| Релігія            | Кількість осіб | Відсоток |
| ------------------ | -------------- | -------- |
| реформати          | 4391           | 86,5%    |
| римо-католики      | 258            | 5,1%     |
| унітарії           | 152            | 3,0%     |
| адвентисти         | 129            | 2,5%     |
| православні        | 29             | 0,6%     |
| греко-католики     | 13             | 0,3%     |
| п'ятдесятники      | 12             | 0,2%     |
| не релігійні       | 8              | 0,2%     |
| баптисти           | 7              | 0,1%     |
| бретрени           | 7              | 0,1%     |
| лютерани           | 1              | < 0,1%   |
| не вказали релігію | 1              | < 0,1%   |